# Белл, Фрэнсис
Сэр Фрэнсис Генри Диллон Белл (англ. Francis Henry Dillon Bell; 31 марта 1851 — 13 марта 1936) — 20-й премьер-министр Новой Зеландии, кавалер ордена Святого Михаила и Святого Георгия, член Королевского Совета. Он стал первым премьером Новой Зеландии, родившимся в этой стране.

## Ранние годы
Родился в Нельсоне, Новая Зеландия, и был старшим сыном сэра Фрэнсиса Диллона Белла. Его матерью была Маргарет Хорт (еврейка, принявшая христианство).
Учился в начальной школе Окленда и мужской гимназии Отаго, в последней он был первым учеником.
После окончания гимназии его отправили в Англию, где он учился в колледже Святого Иоанна в Кембридже, получив степень бакалавра гуманитарных наук в 1873 году. По возвращении в Новую Зеландию он занялся юридической практикой в фирме Белл, Галли, Маккензи и Эванс в Веллингтоне.
В 1878—1911 служил представителем короны в Веллингтоне. Белл был видным членом юридического сообщества города и страны и в 1901—1918 возглавлял его.
Его сын Уильям Генри Диллон Белл был членом парламента, но во время Первой мировой войны подал в отставку и отправился добровольцем на фронт, где был убит в 1917 году.

## Политическая карьера
Политическая карьера Белла началась с избрания мэром Веллингтона в 1891 году (переизбирался в 1892 и 1897 годах). На выборах в парламент в 1890 году он выдвигался как независимый кандидат от Веллингтона, но проиграл, также он проиграл и дополнительные выборы. В конце концов, он был избран в парламент в 1893 году и проработал там один срок.
В 1912 году к власти пришла Партия реформ. Белл был назначен в Законодательный совет и стал министром внутренних дел и иммиграции. В 1915 году он был назначен министром иммиграции, в 1918 — генеральным прокурором (до 1926 года). С 1923 года также был министром иностранных дел.
В 1922 году Белл представлял Новую Зеландию в Лиге Наций. Он также участвовал в международных конференциях в Генуе и Гааге.
В 1923 году ему был присвоен Большой рыцарский крест ордена Святого Михаила и Святого Георгия и был введён в Тайный совет.

## Премьер-министр
После возвращения в Новую Зеландию Белл стал исполняющим обязанности премьер-министра во время поездки Уильяма Мэсси в Лондон. Здоровье Мэсси начало ухудшаться, и большая часть полномочий перешла к Беллу. Он был официально объявлен премьер-министром 14 мая 1925 года после смерти Мэсси 10 мая. Белл пробыл на посту главы правительства следующие 16 дней. Он отклонил предложение партии остаться на этом посту, и его сменил Гордон Коутс.
После отставки со своих постов в 1926 году Белл был снова назначен Коутсом представителем в Лиге Наций.
Умер в Веллингтоне 13 марта 1936 года.